# شبکه هاستلر
شبکه هاستلر (انگلیسی: Hustler TV) یک کانال بزرگسال است که به ترویج محتوای حوزه صنعت سکس از طریق تلویزیون پولی در اروپا اقدام می‌کند. این شبکه
درسوییس از طریق تلویزیون ماهواره‌ای نیز قابل مشاهده‌است.